# Mansión de Bēne
La Mansión de Bēne (en alemán: Gut Behnen; en letón: Bēnes muiža) es una casa señorial en la parroquia de Bēne, municipio de Auce en la región histórica de Zemgale, en Letonia. La mansión de Bēne fue fundada a finales del siglo XVI, tras el colapso de la Orden de Livonia y la formación del Ducado de Curlandia.

## Historia
La Mansión de Bēne fue fundada a finales del siglo XVI, tras el colapso de la Orden de Livonia. cuando el Ducado de Kurzeme fue formado, fue creada la Mansión en las tierras cultivadas por el consejero del gobernante de Curlandia, Dr. Berg. En 1597 recibió el condado que ya había adquirido del Duque Friedrich, junto a los derechos de uso de madera y leña del bosque de la corona. El rey de Polonia Władysław IV Vasa en 1633 hizo una designación final sobre la posesión de la propiedad.
A principios del siglo XIX, las tierras en el municipio de Auce pertenecían a la familia noble Medem. El Conde Friedrich von Medem poseía los palacios de Vecauce y Eleja, así como las mansiones de Bēne, Jaunauce, Ķevele y Vītiņi. En 1873 se abrió el ferrocarril Jelgava-Mažeikiai. En ese tiempo, el propietario de la Mansión de Bēne era el Barón August von der Reck. El último propietario de la mansión fue el Barón von Birkenstein. Las tierras de la mansión se dividieron entre jóvenes granjeros y parte de la mansión de Bēne fue alquilada. A partir de 1922 el inquilino de la mansión fue Otto Valdemārs Gailītis. La granja en ruinas y desolada, que fue llamada Centro Cultural de Bēne, fue transformada en una granja modelo, recibiendo varios premios del gobierno. En su iniciativa, inició el cultivo de remolacha azucarera, fundó la lechería más moderna en los Estados Bálticos e inició la electrificación de Bēne.